# HD142250
HD142250 — хімічно пекулярна зоря спектрального класу B6, що має видиму зоряну величину в смузі V приблизно  6,1. Вона  розташована на відстані близько 531,2 світлових років від Сонця.

## Пекулярний хімічний склад
HD142250 належить до Хімічно пекулярних зір з пониженим вмістом гелію й в її  зоряній атмосфері спостерігається нестача He у порівнянні з його вмістом в атмосфері Сонця.

## Магнітне поле
Спектр даної зорі вказує на наявність магнітного поля у її зоряній атмосфері. Напруженість повздовжної компоненти поля оціненої з аналізу крил ліній Бальмера становить  301,8± 159,4 Гаус.